# سعدي الكرنز
سعدي محمود سليمان الكرنز (ولد في مخيم البريج في 18 أغسطس 1958) هو أكاديمي وسياسي فلسطيني وقيادي في حركة فتح، كان عضواً في الفريق التفاوضي الفلسطيني مع الإسرائيليين، وتسلم حقائب وزارية ومناصب عليا في السلطة الفلسطينية. وهو عضو في المجلس الوطني الفلسطيني، ومحاضر في جامعة القدس /أبو ديس.

## نشأته وتعليمه
ولد في مخيم البريج في قطاع غزة لعائلة فلسطينية هُجرت من قرية الفالوجة في نكبة عام 1948. درس الرياضيات في جامعة المنصورة في مصر التي تخرج منها عام 1981، وعمل محاضرا في مادة الرياضيات الجامعة الاسلامية في مدينة غزة إلى العام 1983. في عام 1986 نال شهادة الماجستير من جامعة ساسكاتشوان في كندا. كما حصل علي شهادة الدكتوراه في علوم الإحصاء التطبيقية من جامعة بيردو في ولاية أريزونا بالولايات المتحدة الأمريكية.

## سيرته الأكاديمية
عاد إلى فلسطين ليترأس قسم الرياضيات والإحصاء في جامعة الأزهر الفلسطينية إلى العام 1991، حيث تولى إلى العام 1996 عمادة شؤون الطلبة، كما كان في الاعوام 1992 إلى 1996 نائبا لعميد كلية العلوم فيها. وفي الأعوام 2008 إلى 2014 كان نائب رئيس مجلس أمناء الأكاديمية الامنيه في اريحا (جامعة الاستقلال)، وهو منذ العام 2012 محاضر في جامعة القدس ونائب لرئيسها ومسؤول الموازنة فيها.

## مواقع سياسية وحكومية
الكرنز عضو في المجلس الوطني الفلسطيني، وقد انتخب إلى المجلس التشريعي عام 1996 حيث تشرح عن حركة فتح في دائرة محافظة دير البلح. وتولى موقع رئيس لجنة الموازنة والشؤون المالية في المجلس الشريعي في الاعوام 1996- 1998 و 2002-2006، وكان أيضا عضوا في اللجنة الاقتصادية ولجنة المصادر الطبيعية في المجلس.
تسلم عدة حقائب وزارية ومناصب عليا في السلطة الفلسطينية، أهمها وزارة الصناعة (1998-2002)، ووزارة النقل والمواصلات في حكومة محمود عباس (2003) وفي حكومة الوحدة الوطنية برئاسة إسماعيل هنية (2007)، وفي حكومة سلام فياض الثانية 2009-2011 التي شغل فيها أيضا مناصب رئيس سلطة الطيران المدني والأرصاد الجوية الفلسطيينة وسلطة الموانئ البحرية.
ترأس في الأعوام 2006-2014 مجلس إدارة هيئة التقاعد الفلسطينيه. كما كان مستشارا للرئيس محمود عباس في الأعوام 2006 إلى 2010.
في عام 2008 عضواً في لجنة المفاوضات الفلسطينية عام 2008 والتي كانت مشكلة برئاسة أحمد قريع وعضوية كل من صائب عريقات وياسر عبد ربه وسعدي الكرنز.
كان واحدا من ممثلي حركة فتح في لجنة الحوار بين الأحزاب والقوى السياسية في ملف المصالحة الفلسطينية في القاهرة عام 2011.